# Ruby
Ruby (англ. ruby — рубин, произносится ['ru:bɪ] — ру́би) — динамический, рефлективный, интерпретируемый высокоуровневый язык программирования. Язык обладает независимой от операционной системы реализацией многопоточности, сильной динамической типизацией, сборщиком мусора и многими другими возможностями. По особенностям синтаксиса он близок к языкам Perl и Eiffel, по объектно-ориентированному подходу — к Smalltalk. Также некоторые черты языка взяты из Python, Lisp, Dylan и Клу.
Кроссплатформенная реализация интерпретатора языка является полностью свободной.

## История создания и развития
Создатель Ruby — Юкихиро Мацумото (Matz) — интересовался языками программирования, ещё будучи студентом, но идея о разработке нового языка появилась позже. Ruby начал разрабатываться 23 февраля 1993 года и вышел в свет в 1995 году.
Название навеяно языком Perl, многие особенности синтаксиса и семантики из которого заимствованы в Ruby: англ. pearl — «жемчужина», ruby — «рубин».
Одним из источников вдохновения для Мацумото для разработки Ruby был научно-фантастический роман «Вавилон-17», основанный на гипотезе Сепира — Уорфа.
Целью разработки было создание «настоящего объектно-ориентированного», лёгкого в разработке, интерпретируемого языка программирования. Из письма автора:

Ruby родился 24 февраля 1993 года. В тот день я беседовал со своим коллегой о возможности существования объектно-ориентированного сценарного языка. Я знал Perl (Perl4, а не Perl5), но он мне не нравился — был в нём некий привкус игрушечного языка (да и поныне есть). А объектно-ориентированный интерпретируемый язык казался многообещающим. В то время я знал Python. Но он мне не нравился потому, что я не считал его настоящим объектно-ориентированным языком. Его OO-свойства казались надстройкой над языком. Мне, как языковому маньяку и фанату объектно-ориентированного программирования с пятнадцатилетним стажем, очень, очень хотелось, чтобы был истинно объектно-ориентированный, простой в использовании язык. Я пытался найти такой язык, но его не было.
Тогда я решил его создать. Прошло несколько месяцев, прежде чем интерпретатор заработал. Я добавил в свой язык то, что мне хотелось — итераторы, обработку исключений, автоматическую сборку мусора. Затем я переорганизовал свойства Perl и реализовал их как библиотеку классов. В декабре 1995 года я опубликовал Ruby 0.95 в японских новостных группах. С тех пор появились сайты, списки рассылок. В списках рассылок идут жаркие обсуждения. Самый старый список сейчас содержит 14 789 писем.

В Японии Ruby стал популярным с момента появления первой общедоступной версии в 1995 году, однако наличие документации только на японском языке сдерживало его дальнейшее распространение. Лишь в 1997 году появилось описание Ruby на английском языке, а в 1998 году открылся форум «ruby-talk». Это положило начало росту известности языка в остальном мире. В начале 2000-х вышло несколько книг на английском языке, что способствовало росту популярности Ruby в Западной Европе и Америке. В 2003 году была выпущена версия Ruby 1.8.0, а в 2005 году появился веб-фреймворк Ruby on Rails, написанный на Ruby и сразу завоевавший признание благодаря лёгкости построения на нём типичных веб-приложений. Ruby в нём является не только языком реализации самого фреймворка, но и языком описания решений (в частности, используются HTML-шаблоны с встроенным кодом на Ruby).
Основной проблемой как для Ruby вообще, так и для Ruby on Rails на тот момент была производительность: оригинальный интерпретатор проигрывал в скорости как языкам-конкурентам, так и альтернативным реализациям, а масштабируемость приложений ограничивалась высокими потребностями в памяти. Разработка языка во второй половине 2000-х разделилась на две ветви: одновременно с поддержкой линии 1.8.* началась разработка экспериментальной ветви 1.9.*, в которой автор языка отошёл от принципов сохранения совместимости с предыдущими версиями и внёс значительные изменения, подготовительные к выпуску Ruby 2.0. В результате с выходом версии Ruby 1.9.1 в 2009 и Rails 3.0 в 2010 году положение существенно изменилось: скорость работы оригинального интерпретатора была увеличена в несколько раз и практически сравнялась с альтернативными реализациями под .NET и JVM, модификации языка устранили некоторые часто критикуемые моменты. Согласно рейтингу TIOBE и данным indeed.com, интерес к Ruby за период с 2009 по 2012 год вырос более чем в три раза. В России первые официальные издания русских переводов книг по Ruby появились в 2011 году и с этого времени выходят регулярно, что можно расценивать как свидетельство растущего интереса к языку у русскоговорящих специалистов.
Стабильная версия Ruby 2.0 вышла в феврале 2013 года. 24 февраля 2014 года исполнился 21 год с момента анонса языка программирования Ruby. Такое событие разработчики решили отметить выпуском патча для Ruby 2.1, который назвали Ruby 2.1.1. В конце 2018 года вышел Ruby 2.6, где реализована JIT-компиляция.
Сейчас[когда?] Ruby входит в большинство дистрибутивов Linux, поставляется вместе с Mac OS X, доступен пользователям других операционных систем. Одним из основных приложений, связанных с Ruby, продолжает оставаться Ruby on Rails, который продолжает активно развиваться, но использование Ruby значительно шире — на нём разрабатывается большое количество приложений различного назначения, кроме того, он используется в качестве скриптового языка для автоматизации и настройки приложений и написания административных утилит, в частности, в ОС Linux.

## Философия
Мацумото, фанат объектно-ориентированного программирования, мечтал о языке, более мощном, чем Perl, и более объектно-ориентированном, чем Python. Основное назначение Ruby — создание простых и в то же время понятных программ для решения задач, в которых время разработки, понятность и простота важнее, чем скорость работы.
Принципы устройства Ruby и программирования на нём иногда выделяются в термин «Путь Ruby» (англ. Ruby Way). В целом «путь Ruby» не имеет точной формулировки, иногда этот термин используется для критики. В относительно сжатом виде его положения изложены в книгах «Программирование на языке Ruby» Хэла Фултона и «Путь Ruby» Хэла Фултона и Андре Арке.
Язык для человека, а не для компьютера.
Приоритетом является удобство и минимизация затрат труда программиста при разработке программы, освобождение программиста от рутинной работы, которую компьютер может выполнять быстрее и качественнее. Особое внимание, в частности, уделено будничным рутинным занятиям (обработка текстов, администрирование), и для них язык настроен особенно хорошо. В противовес машинно-ориентированным языкам, работающим быстрее, Ruby — язык, наиболее близкий к человеку. Любая работа с компьютером выполняется людьми и для людей, и необходимо заботиться в первую очередь о затрачиваемых усилиях людей.
Просто, но не слишком просто.
Упрощение является благом, но оно не должно переходить некие границы, за которыми превращается в самоцель и вредит конечному результату.
Принцип наименьшей неожиданности 
Программа должна вести себя так, как ожидает программист. Но в контексте Ruby это означает наименьшее удивление не при знакомстве с языком, а при его основательном изучении. Сам Мацумото утверждает, что целью разработки была минимизация неожиданностей при программировании для него, но после распространения языка он с удивлением узнал, что мышление программистов похоже, и для многих из них принцип «наименьшей неожиданности» совпал с его принципом.
Ортогональность важна, но естественность важнее.
Избыточность допустима, если она удобна. Ruby унаследовал идеологию языка программирования Perl в части предоставления программисту возможностей достижения одного и того же результата несколькими различными способами. Люди различны, и им для свободы необходима возможность выбирать. «Я предпочитаю обеспечить много путей, если это возможно, но поощрять или вести пользователей, чтобы выбрать лучший путь, если это возможно».
Не быть рабом производительности.
Если производительность для конкретного случая недопустимо низка, то это требует исправления, а если заранее известно, что она будет существенна — необходимо изначально проектировать программу с учётом этого. Но следует предпочитать элегантность эффективности в тех случаях, когда эффективность не слишком критична.
Не бояться изменений во время выполнения.
Наличие в языке динамических средств, вплоть до самомодификации программы во время исполнения, дают возможности, которые очень полезны для эффективного программирования. Снижение производительности, на которое приходится пойти ради них, в большинстве случаев вполне допустимо.
Следовать простым и строгим правилам, но не доходить до педантизма.
«В Ruby мы видим не „педантичную непротиворечивость“, а строгое следование набору простых правил». Правила и соглашения (в частности, соглашения об именовании, принятые в языке) нужны для того, чтобы сделать понимание программы проще. Если отступление от правила в конкретном случае логично и понятно — оно оправданно.
«Не нужно с этим бороться».
Ruby таков, каким он придуман. Программисту не следует ждать, что Ruby будет вести себя так же, как другой привычный ему язык. Программист может следовать своим представлениям и привычкам, сложившимся под влиянием других языков (см. «Принцип наименьшей неожиданности»), но если ожидания оказываются неверны, это нужно просто принять и использовать.

## Семантика
Ruby — полностью объектно-ориентированный язык. В нём все данные являются объектами, в отличие от многих других языков, где существуют примитивные типы. Каждая функция — метод.
Любая конструкция в Ruby возвращает значение. Например:
```
  
# Условный оператор возвращает значение выбранной ветви

  
puts
(
 
if
 
5
 
>
 
3
 
then
 
"Одно"
 
else
 
"Другое"
 
end
 
)
   
#=> Одно

  
# Операция присваивания возвращает присвоенное значение

  
puts
(
 
var
 
=
 
5
 
)
                                  
#=> 5

```

Ruby использует вызов по соиспользованию (call-by-sharing), хотя в сообществе Ruby часто говорят, что он использует вызов по ссылке. Для программиста, привыкшего к распространённым гибридным языкам программирования, некоторые эффекты такого решения могут показаться неожиданными. Например:
```
  
a
 
=
 
"abcdefg"
 
# => "abcdefg" - переменная a инициализирована новой строкой.

  
b
 
=
 
a
         
# => "abcdefg" - переменная b получает ссылку на ТУ ЖЕ строку.

  
a
[
3
]
 
=
 
'R'
    
# => "abcRefg" - строка, присвоенная a, изменяется.

  
b
             
# => "abcRefg" - при изменении a неявно изменилось и b, так как они ссылаются на ОДИН объект.

  

  
# Однако:

  
x
 
=
 
10
        
# => 10  - переменная x инициализирована числом 10.

  
y
 
=
 
x
         
# => 10  - переменная y получает ссылку на то же значение.

  
x
 
+=
 
5
        
# => 15  - операция += создаёт НОВОЕ целое значение 15, которое и записывается в x,

  
y
             
# => 10    поэтому изменение x не отражается на y

```

Механизм присваивания действует одинаково для всех объектов, в отличие от языков типа Object Pascal, где присваивание может означать как копирование значения, так и копирование ссылки на значение.
Ruby не поддерживает множественное наследование, но вместо него есть мощный механизм примесей. Все классы (напрямую или через другие классы) выведены из класса Object, следовательно, любой объект может использовать определённые в нём методы (например, class, to_s, nil?). Процедурный стиль также поддерживается, но все глобальные процедуры неявно являются закрытыми методами класса Object.
Ruby является мультипарадигменным языком: он поддерживает процедурный стиль (определение функций и переменных вне классов), объектно-ориентированный (всё — объект), функциональный (анонимные функции, замыкания, возврат значения всеми инструкциями, возврат функцией последнего вычисленного значения). Он поддерживает рефлексию, метапрограммирование, информацию о типах переменных на стадии выполнения (см. динамическая идентификация типа данных).

## Возможности Ruby
- Имеет лаконичный и простой синтаксис, частично разработанный под влиянием Ада, Eiffel и Python.
- Позволяет обрабатывать исключения в стиле Java и Python.
- Позволяет переопределять операторы, которые на самом деле являются методами.
- Полностью объектно-ориентированный язык программирования. Все данные в Ruby являются объектами в понимании Smalltalk. Например, число «1» — это экземпляр класса Integer. Единственное исключение — управляющие конструкции, которые в Ruby, в отличие от Smalltalk, не являются объектами. Также поддерживается добавление методов в класс и даже в конкретный экземпляр во время выполнения программы.
- Не поддерживает множественное наследование, но вместо него может использоваться концепция «примесей», основанная в данном языке на механизме модулей.
- Содержит автоматический сборщик мусора. Он работает для всех объектов Ruby, в том числе для внешних библиотек.
- Создавать расширения для Ruby на Си очень просто частично из-за сборщика мусора, частично из-за несложного и удобного API.
- Поддерживает замыкания с полной привязкой к переменным.
- Поддерживает блоки кода (код заключается в { … } или do … end). Блоки могут использоваться в методах или преобразовываться в замыкания.
- Целые переменные в Ruby автоматически конвертируются между типами Fixnum (32-разрядные) и Bignum (больше 32 разрядов) в зависимости от их значения, что позволяет производить целочисленные математические расчёты со сколь угодно большой точностью.
- Не требует предварительного объявления переменных, но для интерпретатора желательно, чтобы переменным присваивалось пустое значение nil (тогда интерпретатор знает, что идентификатор обозначает переменную, а не имя метода).
- В Ruby непосредственно в языке реализованы многие шаблоны проектирования, так, например, «одиночка» (singleton) может быть (хотя и не обязан) реализован добавлением необходимых методов к одному конкретному объекту (см. ниже).
- Может динамически загружать расширения, если это позволяет операционная система.
- Имеет независимую от ОС поддержку невытесняющей многопоточности.
- Перенесён на множество платформ. Он разрабатывался на Linux, но работает на многих версиях Unix, DOS, Microsoft Windows (в частности, Win32), Mac OS, BeOS, OS/2 и т. д.

## Синтаксис

### Комментарии
Строчные комментарии начинаются с символа #. Также поддерживаются многострочные комментарии:
```
x
 
=
 
10
 
# Строчный комментарий начинается со знака # и продолжается до конца текущей строки

=begin

  Всё, что находится между =begin и =end, является комментарием. 

  Ограничители такого комментария обязательно должны быть записаны с начала строки.

=end

```

### Алфавит, ключевые слова
Ruby — регистро-зависимый язык, прописные и строчные буквы в идентификаторах являются различными. Все ключевые слова языка, за двумя исключениями, пишутся в нижнем регистре.
До версии 2.0 язык использовал множество символов 7-битной кодировки ASCII. Начиная с версии 2.0 поддерживается Unicode, по умолчанию файлы исходного кода используют кодировку UTF-8. Все буквенные символы Unicode допускается использовать в идентификаторах наравне с английскими буквами. Полностью поддерживаются Unicode-строки.
Список ключевых слов Ruby:
```
alias
     
and
     
BEGIN
  
begin
   
break
  
case
   
class
   
def

defined?
  
do
      
else
   
elsif
   
END
    
end
    
ensure
  
false

for
       
if
      
in
     
module
  
next
   
nil
    
not
     
or

redo
      
rescue
  
retry
  
return
  
self
   
super
  
then
    
true

undef
     
unless
  
until
  
when
    
while
  
yield

```

### Соглашения об именовании
Идентификаторы традиционно должны состоять из букв, цифр и знаков подчёркивания и начинаться с буквы или знака подчёркивания. Ruby использует соглашение об именовании:
- Имена, начинающиеся с прописной буквы, обозначают константы и классы.
- Имена, начинающиеся со строчной буквы или одиночного знака подчёркивания, обозначают локальные переменные и методы класса.

Также используются префиксы имён, определяющие область видимости идентификатора:
- Префикс @ обозначает переменную экземпляра (см. ниже➤).
- Префикс @@ обозначает переменную класса (см. ниже➤).
- Префикс $ обозначает глобальную переменную или константу. Также он используется в именах предопределённых системных переменных.
- Префикс : обозначает символ (экземпляр класса Symbol, см. ниже➤).

Для имён методов применяются суффиксы, обозначающие назначение метода:
- Суффикс ! обозначает деструктивный метод класса, то есть такой метод, вызов которого изменяет объект, для которого он вызван.
- Суффикс ? обозначает предикат, то есть метод класса, возвращающий логическое значение.

### Базовые типы данных
Ruby реализует идеологию «всё — объект», то есть любая единица данных является объектом — экземпляром некоторого класса, к которому применимы все синтаксические средства, предназначенные для работы с объектами. В этом смысле язык не содержит встроенных примитивных типов данных. Условно таковыми можно считать типы, предоставляемые интерпретатором и системной библиотекой, используемые наиболее часто и не требующие для использования специального указания имени класса.
Целые числа.
Представлены типами Fixnum и Bignum. Первый тип используется для чисел, по модулю не превышающих 230, второй — для чисел более 230. В арифметических операциях эти числовые типы полностью совместимы и могут свободно использоваться вместе, между ними обеспечивается прозрачная конвертация. Тип Fixnum имеет ограниченную разрядность и использует стандартные арифметические команды процессора; разрядность Bignum ограничена только объёмом доступной оперативной памяти, а операции с ними базируются на алгоритмах вычислений с неограниченной точностью. Это позволяет производить точные вычисления с любым требуемым количеством знаков. Например, для большинства языков программирования написать программу точного вычисления факториала, которая работала бы для аргумента порядка сотни — достаточно сложная задача. В Ruby это делается элементарно, так как проблемы работы с длинными числами берёт на себя интерпретатор.
```
def
 
fact
 
(
n
)

  
result
 
=
 
1

  
for
 
i
 
in
 
1
..
n
 
do

    
result
 
*=
 
i

  
end

  
result

end

puts
 
fact
(
100
)

=begin

Выведет:

93326215443944152681699238856266700490715968264381621468592963895217599993229915608941463976156518286253697920827223758251185210916864000000000000000000000000

=end

```

Запись десятичного числа (без учёта знаков «плюс» и «минус») должна начинаться с цифры от 1 до 9. Целое число, которое начинается с нуля, считается восьмеричным. Целое число с префиксом «0x» — шестнадцатеричное, «0b» — двоичное.
Другие числовые типы.
Тип Float — числа с плавающей запятой, представленные фиксированным числом разрядов. Плавающие числа записываются либо в естественной, либо в экспоненциальной форме. Системная библиотека mathn предоставляет также типы Rational (рациональное число) и Complex (комплексное число). Оба этих типа автоматически преобразуются к целым и плавающим при единичном знаменателе и нулевой мнимой части соответственно.
Строки.
Строка — изменяемый массив байтов, представляющий символы в кодировке UTF-8. Реализуются классом String, имеющим большой набор методов, обеспечивающих анализ, манипуляции с содержимым, преобразования, поиск.
Строковые литералы ограничиваются апострофами, двойными кавычками, либо заключаются в конструкцию %q[…] или %Q[…]. Ограничители строки влияют на использование внутри неё специальных символов:
- Если строка ограничена апострофами, внутри неё распознаются только специальные последовательности «\\» и «\’», обозначающие соответственно, обратный слэш и апостроф.
- Если строка ограничена двойными кавычками, то в ней распознаются также управляющие символы «\t» (знак табуляции), «\n» (перенос строки), «\010» (любой символ в восьмеричной кодировке) и другие.
- Ограничители %q[…] или %Q[…] (можно использовать круглые, квадратные, фигурные и угловые скобки) позволяют записывать строки с использованием апострофов и кавычек без экранирования. Форма %q[…] также обеспечивает непосредственный вывод управляющих последовательностей:

  # Будет выведено три одинаковых строки:
  puts %q[Строка с табуляцией "\t" и символом переноса '\n']
  puts "Строка с табуляцией \"\\t\" и символом переноса '\\n'"
  puts 'Строка с табуляцией "\t" и символом переноса \'\n\''

Для вывода многострочного текста имеется ещё одна форма представления строк:
puts <<EOF
В этом тексте
  всё, включая переводы строк, 
         кавычки и отступы, 
    будет выведено "как есть".
EOF

Вместо «EOF» может использоваться любое слово или число, важно, чтобы финальный ограничитель был написан с начала строки и за ним непосредственно следовал перевод строки. В многострочных текстах работает вывод спецсимволов, как и в строках, ограниченных двойными кавычками.
Ruby поддерживает для строк получение срезов, ограничение, слияние, вставку в середину, поиск по подстроке или по регулярному выражению и многое другое. Удобной особенностью является поддержка вставки внутрь строки в двойных кавычках вычисляемых выражений: если в строке встречается конструкция #{ }, то всё, что находится внутри фигурных скобок, вычисляется интерпретатором, преобразуется в строковый формат и помещается в данное место создаваемой строки.
  for i in (1..7).reverse_each do
    puts "Осталось #{i} секунд#{case i 
                                  when 2..4 then "ы" 
                                  when 1 then "а" 
                                  else "" 
                                end }..."
    sleep(1)
  end
  puts "Готово!"
=begin
Выведет: 
Осталось 7 секунд...  
Осталось 6 секунд...
Осталось 5 секунд...
Осталось 4 секунды...
Осталось 3 секунды...
Осталось 2 секунды...
Осталось 1 секунда...
Готово!
=end

Существенная деталь: при использовании вставки всё, что находится внутри фигурных скобок, является обычным ruby-кодом, в частности, там не требуется экранирование кавычек.
Символы.
Символ — это неизменяемая строка. Символьные литералы записываются с префиксом «:» (двоеточие).
  sym = :monday # :monday — это символ
  puts sym      # ==> monday
  puts :sunday  # ==> sunday
  und = :"Unknown\tday of week" # Символ в кавычках может содержать пробелы и спецсимволы
  # для символов работает получение срезов
  puts und[8,6] # ==> day of
  und[7] = ' '  # ОШИБКА! Символы неизменяемы.

Диапазоны.
Диапазон — это экземпляр класса Range, он представляет собой непрерывную последовательность целых чисел от начального до конечного значения. Диапазон задаётся парой целых чисел, разделённых двумя или тремя точками.
  d1 = 1..10   # Две точки - от 1 до 10 включительно.
  d2 = 1...10  # Три точки - от 1 до 9. Верхняя граница в такой диапазон не входит!

Диапазоны широко используются в Ruby для выборки данных и организации циклов.
Процедурные объекты.

### Структура программы
Программа на Ruby представляет собой текстовый файл, содержащий последовательность инструкций — команд и описаний. При запуске программного файла на исполнение интерпретатор последовательно читает файл и выполняет инструкции. В Ruby не требуется организовывать тело главной программы в виде специального программного модуля (подобно функции main() в языке Си), составляющие его команды просто записываются непосредственно в тексте файла программы. Поскольку программный файл обрабатывается интерпретатором последовательно, любые функции, методы, описания должны предшествовать в тексте программы своему первому использованию.
Программа может быть разделена на несколько файлов. В этом случае главный файл программы должен загрузить остальные файлы с помощью инструкции require или require_relative:
```
  
require
 
'module1'
       
# загрузка программного файла с именем 'module1.rb' либо библиотеки с именем 'module1'

  
require
 
'pkgs/package2'
 
# загрузка программного файла 'package2' из подкаталога pkgs

```

По данной инструкции происходит поиск файла с указанным именем и расширением '.rb' и его загрузка. Если файла исходного кода с таким именем нет, интерпретатор пытается загрузить динамическую библиотеку с тем же именем (расширения зависят от операционной системы). Пути поиска файлов определяются инструкцией загрузки: require использует для загрузки набор каталогов, заданных настройками среды и параметрами запуска интерпретатора, а require_relative загружает файл с указанным путём относительно текущего файла (то есть в примере выше, если файл, содержащий инструкции загрузки, находится в каталоге /home/programmer/work/ruby/testproject, то файл package2.rb будет загружаться из /home/programmer/work/ruby/testproject/pkgs. При загрузке программный модуль обрабатывается интерпретатором, то есть выполняются все его инструкции. Если модуль загружается в нескольких файлах, то его загрузка происходит только один раз. В Ruby имеется метод load, также выполняющий загрузку файла исходного кода либо библиотеки, он несколько отличается функциональностью и обычно применяется для загрузки бинарных модулей, написанных на Си.

### Управляющие конструкции
Ruby содержит богатый набор управляющих конструкций; многие их варианты являются достаточно редкими.
Условный оператор if выглядит традиционно:
```
if
 
x
 
>
 
0
 
then

  
puts
 
"x - положительное число"

elsif
 
x
 
<
 
0
 
then

  
puts
 
"x - отрицательное число"
 

else

  
puts
 
"x - нуль"

end

```

Ветвей elsif может быть любое количество, использование ключевого слова then допустимо, но не обязательно, ветви elsif и else могут отсутствовать. Помимо этой «канонической» формы условного оператора, язык поддерживает и несколько других:
```
# Условие "если-не"

unless
 
x
 
>
 
3
 
then
 

  
puts
 
x
.
to_s
  
# выведет значение x, если оно НЕ больше трёх.

else
 

  
puts
 
"очень много, не сосчитать"

end

```

Можно использовать сокращённые формы условного оператора как модификаторы инструкций. Они пишутся после инструкции и интерпретируются как условие, при котором данную инструкцию следует выполнять. Ветви else в модификаторах быть не может.
```
puts
 
"x меньше нуля!"
 
if
 
x
 
<
 
0
 
# Печать произойдёт только при отрицательном x

puts
 
"x положительно!"
 
unless
 
x
 
<=
 
0
 
# Строка будет выведена, если x БОЛЬШЕ нуля

```

Можно использовать условный оператор как выражение. Значением его будет значение той ветви, которая была выбрана согласно условию. При таком использовании ключевое слово then обязательно. Также Ruby унаследовал из Си трёхместный условный оператор ?:.
```
# Аргумент метода puts выбирается условным выражением.

puts
 
(
 
if
 
x
 
==
 
0
 
then
 
"нуль"
 
else
 
"не нуль"
 
end
 
)

# Аналог предыдущей инструкции, записанный с помощью трёхместного условного оператора.

puts
 
(
x
 
==
 
0
)?
 
"нуль"
 
:
 
"не нуль"

```

Оператор множественного выбора case-when обеспечивает выбор из нескольких альтернатив, каждая из которых может задаваться отдельным значением, набором значений или диапазоном:
```
  
case
 
month
 

    
when
 
1
,
2
,
12
 
then
 
puts
 
"зима"
  
# выбор из списка вариантов

    
when
 
3
..
5
   
then
 
puts
 
"весна"
 
# выбор из диапазона вариантов

    
when
 
6
..
8
   
then
 
puts
 
"лето"
        
# можно заменять then на двоеточие

    
when
 
9
..
11
                    
# можно опускать then, если есть перевод строки

      
puts
 
"осень"

    
else
  
puts
 
"так не бывает!!!"

  
end

```

Альтернативы в операторе case проверяются последовательно, выбирается первая ветвь, для которой условие соответствует списку значений или диапазону. Если ни одна из ветвей when не выбрана, выполнится ветвь else, если она существует.
В Ruby семь видов циклических конструкций. В примере показаны варианты цикла для обхода массива list и вывода на печать всех его значений.
```
# Цикл while ("пока") с предусловием 

i
=
0

while
 
i
 
<
 
list
.
size
 
do

  
print
 
"
#{
 
list
 
[
i
]
}
 "

  
i
 
+=
 
1

end

# Цикл until ("пока не") с предусловием

i
=
0

until
 
i
 
==
 
list
.
size
 
do

  
print
 
"
#{
list
[
i
]
}
 "

  
i
 
+=
 
1

end

# Цикл while с проверкой в конце

i
 
=
 
0

begin

  
print
 
"
#{
list
 
[
i
]
}
 "

  
i
 
+=
 
1

end
 
while
 
i
 
<
 
list
.
size

# Цикл until с проверкой в конце

i
 
=
 
0

begin

  
print
 
"
#{
list
[
i
]
}
 "

  
i
 
+=
 
1

end
 
until
 
i
 
==
 
list
.
size

# Цикл for со счётчиком (i обходит заданный диапазон)

for
 
i
 
in
 
0
 
..
 
list
.
size
-
1
 
do

  
print
 
"
#{
list
[
i
]
}
 "

end

# Цикл for по коллекции 

for
 
х
 
in
 
list
 
do
 
# x принимает значения элементов list

  
print
 
"
#{
х
}
 "
 

end

# Бесконечный цикл loop

i
 
=
 
0

n
 
=
 
list
.
size
-
1

loop
 
do

  
print
 
"
#{
list
[
i
]
}
 "

  
i
 
+=
 
1

  
break
 
if
 
i
 
>
 
n
 
# Выход при условии

end

# Цикл loop 

i
 
=
 
0

n
 
=
 
list
.
 
size
-
1

loop
 
do

  
print
 
"
#{
list
[
i
]
}
 "

  
i
 
+=
 
1

  
break
 
unless
 
i
 
<=
 
n
  
# Выход при нарушении условия

end

```

### Контейнеры
Ruby поддерживает динамические гетерогенные массивы, которые автоматически изменяют размер и могут содержать элементы любых типов. Массив является экземпляром класса Array, который предоставляет мощные средства для работы с хранимыми данными.
```
# Массив можно инициализировать списком значений в квадратных скобках.

a
 
=
 
[
1
,
 
'hi'
,
 
3
.
14
,
 
1
,
 
2
,
 
[
4
,
 
5
]
 
*
 
3
]
  

a
[
2
]
   
# Обращение по индексу                                

# «разворачиваем» все внутренние массивы, удаляем одинаковые элементы

a
.
flatten
.
uniq
  
# => [1, 'hi', 3.14, 2, 4, 5]

# поиск элемента по значению

a
.
index
(
6
)
 
# неудача: возвращается значение nil

a
.
index
(
4
)
 
# => 5

# почти для всех функций предоставляется

# аналог с тем же названием, но заканчивающийся на «!»,

# который модифицирует сам контейнер

a
.
flatten!
 
# => [1, "hi", 3.14, 1, 2, 4, 5, 4, 5, 4, 5]

```

Для контейнерных типов предоставляются итераторы, обеспечивающие обход их элементов.
```
# Итератор 'each' - по элементам коллекции

list
.
each
 
do
 
|
x
|

  
print
 
"
#{
х
}
 "
 

end

# Итератор 'times' - по количеству элементов коллекции

n
 
=
 
list
.
size

n
.
times
 
do
 
|
i
|

  
print
 
"
#{
list
[
i
]
}
 "

end

# Итератор 'upto' - от исходного числа до максимального

n
 
=
 
list
.
size
-
1

O
.
upto
(
n
)
 
do
 
|
i
|

print
 
"
#{
list
[
i
]
}
 "

end

# Итератор 'each_index'

list
.
each_index
 
do
 
|
x
|

  
print
 
"
#{
list
[
x
]
}
 "

end

```

## Объектное программирование в Ruby

### Классы
Все классы являются потомками предопределённого класса Object. Методы класса описываются внутри описания самого класса. Переменные с префиксом @@, встретившиеся в описании класса, являются переменными класса (аналог статических членов класса в C++), переменные с префиксом @ — переменными экземпляра (полями класса).
```
 
class
 
Person
 
<
 
Object
       
# класс Person наследуется от Object

   
include
 
Comparable
        
# подмешивание методов экземпляра из модуля Comparable

   
@variable
                 
# переменная экземпляра

   
@@count_obj
 
=
 
0
           
# переменная класса для подсчёта числа созданных объектов

                             
#

   
def
 
initialize
(
name
,
 
age
)
 
# конструктор (name, age - параметры метода)

     
@name
,
 
@age
 
=
 
name
,
 
age
 
# создаём объекты

     
@@count_obj
 
+=
 
1
        
# увеличиваем счётчик на 1

   
end

   
def
 
<=>
(
person
)
           
# переопределение оператора <=>

     
@age
 
<=>
 
person
.
age
     
# из метода возвращается последнее вычисленное выражение

   
end

   
def
 
to_s
                  
# для форматированного вывода информации puts

     
"
#{
@name
}
 (
#{
@age
}
)"
    
# конструкция #{x} в 2-х кавычках замещается в строке текстовым значением x

   
end

   
def
 
inspect
               
# метод используется интерпретатором для диагностического вывода

     
"<
#{
@@count_obj
}
:
#{
to_s
}
>"

   
end

   
attr_reader
 
:name
,
 
:age
   
# создание методов доступа на чтение для полей

 
end

 
# Создание массива экземпляров класса Person

 
group
 
=
 
[
 
Person
.
new
(
"John"
,
 
20
),

          
Person
.
new
(
"Markus"
,
 
63
),

          
Person
.
new
(
"Ash"
,
 
16
)
 
]
 

 
# для вывода автоматически вызывается метод inspect

 
# => [<3:John (20)>, <3:Markus (63)>, <3:Ash (16)>]

 

 
# сортировка и "переворачивание" массива стандартными методами

 
# работает благодаря переопределению оператора <=>

 
puts
 
group
.
sort
.
reverse
 
# Печатает:

                         
# Markus (63)

                         
# John (20)

                         
# Ash (16)

 
# метод between добавлен неявно при подключении Comparable

 
group
[
0
].
between?
(
group
[
2
]
,
 
group
[
1
]
)
 
# => true

```

Один класс в Ruby может быть объявлен в нескольких файлах исходного кода. В результате возможно, например, добавление новых методов в уже существующий класс.

### Примеси
Ruby поддерживает только единичное наследование. Дополнительно имеется механизм примесей (mixin) и возможность объявления модулей, которые позволяют реализовать большинство возможностей множественного наследования.

## Примеры
В Ruby есть немало оригинальных решений, редко или вообще не встречающихся в распространённых языках программирования. Можно добавлять методы не только в любые классы, но и в любые объекты. Например, вы можете добавить к некоторой строке произвольный метод.
```
                   
# всё от символа # и до конца строки - комментарий

                   
# = является оператором присваивания,

                   
# символы в «"» - строка, которой можно манипулировать средствами языка

  
str
 
=
 
"Привет"
   
# здесь создаётся переменная str, типа String

                   
# def - ключевое слово для объявления функции

  
def
 
str
.
bye
      
# str. указывает, кому принадлежит метод (по умолчанию Object)

                   
# bye - имя метода, за ним может следовать необязательный, заключённый в

                   
# круглые скобки список параметров функции

    
"Пока!"
        
# из метода возвращается последнее вычисленное значение (здесь - строка)

  
end
              
# ключевым словом end заканчиваются практически все инструкции Ruby

                   
# puts - метод,

                   
# str.bye - обращение к методу bye объекта str

                   
# значение, полученное из метода bye, передаётся методу puts,

                   
# который выводит на экран информацию

  
puts
 
str
.
bye
     
#=> Пока!

```

Этот пример также демонстрирует, как в Ruby можно использовать синглтон.
В этом примере синглтоном является объект str.

### Процедурные объекты и итераторы
В языке есть 2 эквивалентных способа записи блоков кода:
```
 
{
 
puts
 
"Hello, World!"
 
}

 
do
 
puts
 
"Hello, World!"
 
end

```

Сопрограммы применяются с большинством встроенных методов:
```
 
File
.
open
(
'file.txt'
,
 
'w'
)
 
{
|
file
|
 
# открытие файла «file.txt» для записи («w» - write)

   
file
.
puts
 
'Wrote some text.'

 
}
 
# Конструкция устраняет неопределённость с закрытием файла: закрывается здесь при любом исходе

```

Следующий пример показывает использование сопрограмм и итераторов для работы с массивами, который показывает краткость записи на Ruby многих достаточно сложных действий (случайно выбираем из последовательности квадратов чисел от «0» до «10» и распечатываем вместе с индексами):
```
# Для работы требуется Ruby 1.9

(
0
..
10
)
.
collect
{
 
|
v
|
 
v
 
**
 
2
 
}
.
select
{
 
rand
(
2
)
.
zero?
 
}
.
map
.
with_index
 
{
 
|*
v
|
 
v
 
}

```

### Исключения
Исключения возбуждаются с помощью конструкции raise (или fail), опционально могут быть добавлены текст с сообщением, тип исключения и информация о стеке вызовов:
```
 
raise
 
ArgumentError
,
 
"Неверный аргумент"
,
 
caller
 
# caller - метод, возвращающий текущий стек выполнения

```

Обрабатываются исключения с использованием конструкции rescue. Опционально можно указать тип обрабатываемого исключения (по умолчанию обрабатываются все) и получение информации. Также можно добавлять блоки else (выполняется, если исключения отсутствовали) и ensure (выполняется в любом случае).
```
 
begin

   
# ...

 
rescue
 
RuntimeError
 
=>
 
e

   
# обрабатываем конкретный тип ошибок

   
puts
 
e
 
# напечатаем сообщение об ошибке

 
rescue

   
# можно писать rescue => e, чтобы получить объект исключения

   
# обрабатываем все исключения

 
else

   
# сработает, если исключений не было

 
ensure

   
# сработает в любом случае

 
end

```

## Реализация
Для Ruby существуют несколько реализаций: официальный интерпретатор, написанный на Си, JRuby — реализация для Java, интерпретатор для платформы .NET IronRuby, Rubinius — написанная в основном на Ruby и базирующаяся на идеях Smalltalk-80 VM, MagLev — другая базирующаяся на Smalltalk разработка от компании Gemstone, Blue Ruby — реализация Ruby для виртуальной машины ABAP, MacRuby — реализация для Mac OS с фокусом на максимальную интеграцию с возможностями операционной системы, mruby — реализация для встраивания в программы.
Официальный интерпретатор портирован под большинство платформ, включая Unix, Microsoft Windows (в том числе Windows CE), DOS, Mac OS X, OS/2, Amiga, BeOS, Syllable, Acorn RISC OS и другие. Для Windows существует специализированный установщик RubyInstaller и есть возможность запуска под Cygwin для большей совместимости с Unix.

### Интерактивный Ruby
С официальной версией интерпретатора Ruby поставляется командная оболочка Ruby (Interactive Ruby Shell). Запускаемая командой irb в окне терминала (интерфейсе командной строки), она позволяет тестировать код программы очень быстро (построчно):
```
  
$
 
irb

  
irb
(
main
):
001
:
0
>
 
"Hello, World"

  
=>
 
"Hello, World"

  
irb
(
main
):
002
:
0
>
 
2
 
**
 
256
             
# ** - оператор возведения в степень

  
=>
 
115792089237316195423570985008687907853269984665640564039457584007913129639936

```

Программа irb выводит результат каждой строки после символов =>. В приведённых выше примерах для наглядности применяется аннотирование — результаты строк программы записываются в комментариях после =>.
Имитацию irb можно запустить непосредственно в браузере.
В поставке дистрибутива One-Click Installer для Windows, начиная с версии 1.8.2-15, поставляется утилита fxri, которая включает в себя справочную систему (ri) и интерактивный интерпретатор (irb).

## Поддержка интегрированных сред разработки
Базовые возможности редактирования добавляются ко многим редакторам (Emacs, Bred, vim, jEdit, nano, SciTE, Kate и др.), здесь перечислены только IDE, предоставляющие обширный набор функций.
| Название                                                        | Лицензия                                            | Платформы                         | Ссылка                                               |
| --------------------------------------------------------------- | --------------------------------------------------- | --------------------------------- | ---------------------------------------------------- |
| ActiveState Komodo IDE                                          | Проприетарная                                       | Linux, Mac OS X, Solaris, Windows |                                                      |
| Arachno Ruby IDE                                                | Проприетарная                                       | Win 2000/XP, Linux                | Архивная копия от 25 декабря 2019 на Wayback Machine |
| Aptana (RadRails + RDT)                                         | GPL, APL + CPL                                      | Java                              |                                                      |
| EasyEclipse for Ruby and Rails                                  |                                                     | Win 2000/XP, Linux, Mac OS X      |                                                      |
| Eclipse + RDT                                                   | EPL + CPL                                           | Java                              |                                                      |
| Embarcadero TurboRuby                                           | Проприетарная                                       | Windows, OS X, Linux              |                                                      |
| FreeRIDE                                                        | Ruby License                                        | Windows, OS X, POSIX              |                                                      |
| IntelliJ IDEA + Ruby plugin                                     | Проприетарная (на IDEA), Apache 2.0 (на сам plugin) | Java, JRuby                       | Ruby plugin                                          |
| KDevelop                                                        | GNU GPL                                             | Linux                             |                                                      |
| Komodo Edit                                                     | Проприетарная                                       | Windows, Mac, Linux               |                                                      |
| Mondrian Ruby IDE разработка прекращена, доступна старая версия | MIT                                                 | Ruby (+ FOX toolkit)              |                                                      |
| NetBeans IDE (версия 6.9.1 и более ранние)                      | CDDL                                                | Java                              | Архивная копия от 1 августа 2008 на Wayback Machine  |
| RDE                                                             | Ruby License                                        | Windows                           | (недоступная ссылка)                                 |
| Ruby in steel                                                   | Проприетарная                                       | Visual Studio 2005                |                                                      |
| RubyMine                                                        | Проприетарная (на базе IDEA)                        | Java                              |                                                      |
| Visual Studio (реализация IronRuby)                             | Проприетарная                                       | Windows                           |                                                      |
| Xcode 3.1                                                       | Проприетарная                                       | Mac OS X 10.5                     |                                                      |

## Библиотеки

### Стандартная библиотека
Кроме мощных возможностей, встроенных в язык, Ruby поставляется с большой стандартной библиотекой.
Это, прежде всего, библиотеки для работы с различными сетевыми протоколами на стороне сервера и клиента, средства для работы с различными форматами представления данных (XML, XSLT, YAML, PDF, RSS, CSV, WSDL).
Кроме встроенных в язык средств отладки, с Ruby поставляются библиотеки для модульного тестирования, журналирования, профилирования. Также есть библиотеки для работы с архивами, датами, кодировками, матрицами, средства для системного администрирования, распределённых вычислений, поддержки многопоточности и т. д.
| Название                          | Описание | Версия |
| --------------------------------- | --- | ------ |
| - Object                          | Вершина иерархии классов Ruby. | 1.0    |
| - Array                           | Динамический массив для хранения произвольных объектов, индексируемый с 0. | 1.0    |
| - Binding                         | Объекты сохраняют контекст выполнения некоторого участка кода (значение переменных, методов и т. д.). Может позже использоваться для выполнения вычислений в этом контексте.                | 1.2    |
| - Continuation                    | Объект сохраняет адрес возврата и контекст выполнения, позволяя выполнить переход в точку создания из любого места программы (т. н. нелокальный переход).                                   | 1.4    |
| - Data                            | Обёртка вокруг указателя Си, используется в основном при написании расширений. | 1.0    |
| - Dir                             | Представление каталогов файловой системы. Предоставляет возможности для просмотра каталогов и их атрибутов.                                                                                 | 1.0    |
| - Exception                       | Базовый класс всех исключений (образует вершину иерархии более чем 30 исключений). | 1.0    |
| - FalseClass                      | Глобальная переменная false является единственным экземпляром этого класса и представляет логическую ложь в булевских выражениях.                                                           | 1.0    |
| - Hash                            | Коллекция пар ключ-значение; порядок обхода не зависит от порядка вставки. | 1.0    |
| - IO                              | Базовые возможности ввода-вывода. | 1.0    |
| - File                            | Класс для доступа к файлам. | 1.0    |
| - MatchData (до 1.6 MatchingData) | Результат применения регулярного выражения. Обычно используется не напрямую, а через специальные переменные $&, $', $`, $1, $2 и т. д.                                                      | 1.0    |
| - Method                          | Метод, ассоциированный с конкретным объектом (не с классом). Может использоваться для вызова этого метода без наличия объекта.                                                              | 1.2    |
| - Module                          | Класс модулей. | 1.0    |
| - Class                           | Класс классов; классы в Ruby являются объектами, а Class является классом этих объектов (метаклассом).                                                                                      | 1.0    |
| - NilClass                        | Единственным экземпляром класса является переменная nil. Только nil и false представляют ложь в программах. Любой другой объект представляет собой истину.                                  | 1.0    |
| - Numeric                         | Абстрактный класс чисел. | 1.0    |
| - Integer                         | Абстрактный класс целых чисел. Может трактоваться как бесконечная битовая строка для битовых операций.                                                                                      | 1.0    |
| - Bignum                          | Целые числа, ограниченные только количеством памяти. Конвертируется в Fixnum автоматически, если значение может быть размещено в них, и наоборот. (До версии 2.4)                           | 1.0    |
| - Fixnum                          | Целые числа, которые могут быть размещены в машинном слове (32 бита для большинства машин). Если результат операции выходит за рамки, автоматически преобразуется в Bignum. (До версии 2.4) | 1.0    |
| - Float                           | Числа с плавающей запятой. | 1.0    |
| - Proc                            | Блок кода со связанным с ним контекстом (замыкание), который может выполняться неоднократно в других контекстах.                                                                            | 1.0    |
| - Range                           | Интервал: множество значений, заданных с начальным и конечным элементами. | 1.0    |
| - Regexp                          | Регулярное выражение. | 1.0    |
| - String                          | Строка байт произвольной длины. | 1.0    |
| - Struct                          | Предоставляет простой способ связывания атрибутов вместе без написания кода класса напрямую; генерирует специальные классы, содержащие множество переменных и методов доступа.              | 1.0    |
| - Symbol                          | Представляет имя и создаётся при использовании синтаксиса :name. Все объекты с данным именем, созданные в программе, — ссылки на один объект.                                               | 1.6    |
| - Thread                          | Инкапсулирует информацию о потоке, включая основной поток скрипта Ruby. | 1.0    |
| - ThreadGroup                     | Предоставляет способ управления группой потоков. Поток может принадлежать только к одной ThreadGroup. Добавление потока к новой группе удаляет его из любой предыдущей.                     | 1.6    |
| - Time                            | Дата и время. | 1.0    |
| - TrueClass                       | Глобальная переменная true является единственной переменной класса и представляет логическую истину в булевских выражениях.                                                                 | 1.0    |
| - UnboundMethod                   | Метод, не связанный с конкретным объектом. Может привязываться к объекту и вызываться как Method.                                                                                           | 1.6    |

### Расширения
В языке Ruby осуществлён простой и удобный механизм для расширения языка с помощью библиотек, написанных на Си, позволяющий легко разрабатывать дополнительные библиотеки.
Для унифицированного доступа к базам данных разработана библиотека Ruby DBI (поддерживает SQLite, Oracle Database, ODBC, MySQL, DB2, MS SQL, InterBase, ADO и др.). Также существуют библиотеки для конкретных баз данных, поддерживающих специфические для них операции. Для реализации ORM существуют несколько библиотек, такие, как ActiveRecord, Mongoid, DataMapper или Sequel.
Среди графических библиотек — FxRuby (интерфейс к графической библиотеке FOX), графический пакет разработчика wxRuby (интерфейс к кроссплатформенному пакету wxWidgets на C++), QtRuby/Korundum (привязка к Qt и KDE соответственно), графические библиотеки для работы с Tk и Gtk.
Также реализована библиотека для работы с OpenGL, позволяющая программировать трёхмерную графику.
Win32utils — позволяет обращаться к специфическим возможностям Win32 API.
Rmagick — библиотека для работы с изображениями, поддерживающая более 90 форматов (основана на ImageMagick и GraphicsMagick).
Библиотека Ruport (Ruby reports) предназначена для лёгкой реализации отчётов и создания диаграмм на основе данных из БД или прямо из текстовых файлов CSV. Причём результаты можно сохранять в форматах PDF, HTML, CSV и TXT.
RuTils — обработчик русского текста на Ruby. Позволяет реализовать сумму прописью и выбор числительного. Например, 231.propisju(2) => «двести тридцать одна» или 341.propisju_items(1, «чемодан», «чемодана», «чемоданов») => «триста сорок один чемодан». А также перевод в транслит и работу с датами.
Для управления библиотеками и программами Ruby в виде самодостаточных пакетов предназначена система управления пакетами RubyGems (англ. gems, gem — драгоценный камень).
Существует всемирный репозиторий программного обеспечения Ruby RAA (Ruby Application Archive).
Репозиторий по состоянию на сентябрь 2007 года насчитывает более полутора тысяч проектов.
Большое количество программного обеспечения, написанного на Ruby, пользуется хостингом проекта RubyForge,
созданного специально с этой целью. 15 мая 2014 года RubyForge закрыт, архив программ при этом останется доступен для скачивания.

FreeRIDE — IDE для Ruby, реализованная с использованием библиотеки FxRuby

Большинство расширений распространеются под свободными лицензиями (LGPL, лицензия Ruby) и может быть использовано в любом проекте практически без ограничений.

## Документация
Система RDoc предназначена для автоматического извлечения документации из исходных кодов и программ на Ruby
и её дальнейшей обработки.
Является стандартом де-факто для подготовки документации по программному обеспечению, написанному на Ruby.
Для доступа к документации Ruby из командной строки Unix разработана программа ri.
С её помощью можно получить информацию о модулях, классах и методах Ruby.

## Критика
Одним из наиболее часто критикуемых аспектов Ruby является производительность. Оригинальный интерпретатор в первых версиях показывал в тестах скорость работы в три-пять раз ниже, чем интерпретируемые языки, в то время находившиеся в активном использовании (PHP, JavaScript, Python). В настоящее время данная претензия в значительной мере потеряла актуальность: производительность современных версий интерпретаторов (как оригинального, так и альтернативных) — примерно одного порядка (точные оценки разнятся от одного теста к другому) с близкими по целевому назначению интерпретируемыми языками, и в целом она достаточно высока для того, чтобы в типичных задачах интерпретатор не становился «узким местом». Внедрение JIT-компиляции в версии 2.6 соответствует общей тенденции повышения производительности интерпретаторов.
Ruby существенно уступает по скорости статически типизированным императивным языкам, компилируемым в объектный код, типа Си, Паскаля или Go, но данный недостаток — общий для большинства динамических языков. В тех случаях, когда производительность отдельных фрагментов программы становится критической, единственным способом её достижения является написание данных фрагментов на более быстрых языках (обычно — на Си).
Критики также указывают на недостатки имеющихся реализаций Ruby и самого процесса развития языка и системы.
- Большой объём интерпретатора и бо́льшие, по сравнению с языками-конкурентами, затраты оперативной памяти, во многом обусловленные динамизмом и сложностью самого языка, затрудняют встраивание Ruby в приложения и использование его на маломощных, в том числе мобильных платформах.
- Формально являясь многоплатформенной, оригинальная реализация Ruby в действительности испытывает проблемы с переносимостью. Значительная часть таких проблем связана, впрочем, не с самим интерпретатором или системными библиотеками, а с непортируемостью библиотек, выпущенных независимыми разработчиками, в особенности — использующих внешний код на Си.
- При синтаксической поддержке языком многопоточности фактически интерпретатор для обеспечения потокобезопасности использует механизм GIL (Global Interpreter Lock), который не даёт возможности одновременно исполнять в одном процессе интерпретатора более одного потока кода на Ruby, даже при наличии свободных процессорных ядер. Это ограничение было несущественным на момент создания языка, но в конце 2010-х годов, когда пользовательские компьютеры могут иметь процессоры с 4-8, а серверы — с десятками и даже сотнями ядер, невозможность использовать в полной мере эти ресурсы может стать существенным ограничением. Проявляться это будет, естественно, только в программах, активно использующих большое количество потоков, обрабатывающих данные. От этого недостатка свободны некоторые альтернативные реализации, например, IronRuby (для .NET) и JRuby (для JVM), но из-за того, что они используют реализации потоков соответствующих виртуальных машин, они не являются полностью совместимыми в этом аспекте с эталонным интерпретатором.
- После выхода версии Ruby 1.8 автор отказался от принципа сохранения совместимости с предыдущими версиями, предпочтя возможность внесения радикальных исправлений. Это привело к тому, что даже при переходе между соседними «минорными» версиями системы не гарантируется сохранения работоспособности и возможности использования всех задействованных библиотек без внесения изменений. Независимые реализации также не полностью соответствуют оригинальной и друг другу.

## Использование
Ruby используется в NASA, NOAA (национальная администрация по океану и атмосфере), Motorola и других крупных организациях. Следующие программы используют Ruby как скриптовый язык для расширения возможностей программы или написаны на нём (частично или полностью).
- RPG Maker (RPG Maker XP) — RGSS (Ruby Game Scripting System).
- Amarok — аудиоплеер для среды KDE.
- SketchUp — система трёхмерного моделирования и визуализации.
- Inkscape — скрипты для обработки векторных изображений.
- Metasploit — среда для поиска и тестирования уязвимостей компьютерных систем.
- Chef, Puppet — системы управления конфигурациями.
- Redmine — система управления проектами, включающая багтрекер и вики-движок.
- XChat — кроссплатформенный IRC-клиент.
- Для KOffice разрабатывается проект Kross — механизм для поддержки скриптов, который включает Ruby.
- WATIR (англ. Web Application Testing in Ruby) — свободное средство для автоматического тестирования веб-приложений в браузере.
- Toptal используется Ruby, чтобы создать архитектуру microservices[30]
- Vagrant — система управления виртуальными средами.
- Travis CI — распределённый веб-сервис для сборки и тестирования программного обеспечения
- Github — веб-система управления проектами, хранимыми в среде управления версиями Git.
- Discourse — интернет-форум и программное обеспечение для управления списком рассылки
- GitLab — система управления репозиториями кода для Git
- Homebrew — утилита управления пакетами в macOS
- YaST — утилита конфигурации операционной системы и установки пакетов SUSE Linux.
- TaskJuggler — программа для управления проектами

## Разработка мобильных приложений
- Titanium Studio — среда разработки мобильных приложений на HTML5, CSS3, Javascript, Ruby, Rails, Python, PHP
- Ruboto — среда разработки Android приложений на Ruby
- RubyMotion — среда разработки iOS приложений на Ruby
- MobiRuby — инструмент разработки Android и iOS приложений на Ruby
- Rhodes[англ.] — фреймворк для разработки Enteprise Mobility приложений для смартфонов и устройств Motorola[31]

## Хронология выхода версий
В списке ниже перечислены лишь наиболее крупные обновления.
| Название версии     | Дата выхода      | Примечания |
| ------------------- | ---------------- | --- |
| 0.06                | 7 января 1994    | Первая версия, указанная в Changelog’ах |
| 1.0-961225          | 25 декабря 1996  | Данная версия следовала сразу за версией 0.99.4-961224, выпущенной накануне. Номер после числа 1.0 — дата выпуска версии. Новые версии линейки 1.0 выходили ещё год (до 1.0-971225). |
| 1.1 alpha0          | 13 августа 1997  | Альфа-версии выходили вплоть до 7 октября 1997 (1.1 alpha9) |
| 1.1b0               | 4 декабря 1997   | Следующая версия после 1.1 alpha9. 27 февраля 1998 вышла версия 1.1b9, затем вплоть до середины 1998 выходили экспериментальные выпуски с обозначением вида 1.1b9_31 (версия 1.1b9_31 была выпущена, но в документации не отмечена). |
| 1.1c0               | 17 июля 1998     | Данная версия следовала за версией 1.1b9_31. Модификации этой версии выходили вплоть до 26 ноября 1998 (1.1c9). |
| 1.1d0 (pre1.2)      | 16 декабря 1998  | Данная версия следовала за версией 1.1c9. 22 декабря 1998 была выпущена экспериментальная версия 1.1d1, завершившая данную линейку. |
| 1.2 (stable)        | 25 декабря 1998  | В дальнейшем выходили модификации данной версии вплоть до версии 1.2.5, выпущенной 13 апреля 1999 года. 21 июня 1999 года была выпущена версия 1.2.6, объявленная как финальная версия 1.2 (1.2 final). 15 июля 1999 года вышла переупакованная (repacked) версия 1.2.6. |
| 1.3 (development)   | 24 декабря 1998  | Отдельная ветка модификаций, разрабатываемая независимо от линейки 1.2 (по аналогии с ядром ОС Linux). Первая версия была объявлена как версия для разработки (development version) и следовала за версией 1.1d1. В дальнейшем последовало множество промежуточных модификаций: ruby-1.3.1-990215 — ruby-1.3.4-990625, после чего от указания даты в номере отказались и выпустили 1.3.5 — 1.4 alpha (15 июля 1999), 1.3.6 — 1.4 alpha (28 июля 1999), 1.3.7 — 1.4 beta (6 августа 1999). |
| 1.4.0 (stable)      | 13 августа 1999  | Данная версия появилась через несколько дней после выхода 1.3.7 — 1.4 beta. В дальнейшем выходили новые модификации вплоть до версии 1.4.6, вышедшей 16 августа 2000 года. |
| 1.5.0 (development) | 20 ноября 1999   | Данная линейка предназначалась исключительно для проверки различных нововведений при разработке. Модификации данной линейки доступны исключительно в репозитории проекта и, соответственно, сборки данной версии на официальный сервер не выкладывались. |
| 1.6.0 (stable)      | 19 сентября 2000 | В дальнейшем выпускались модификации этой версии вплоть до версии 1.6.8 (24 декабря 2002). 21 сентября 2005 года был выпущен патч для версии 1.6.8. |
| 1.7.0 (development) | 24 февраля 2001  | Данная линейка предназначалась исключительно для проверки различных нововведений при разработке. Модификации данной линейки доступны исключительно в репозитории проекта и, соответственно, сборки данной версии на официальный сервер не выкладывались. |
| 1.8.0 (stable)      | 4 августа 2003   | В дальнейшем последовало большое число модификаций, которые выходят до сих пор (1 января 2011 года), например, промежуточная версия 1.8.7-p330 вышла 24 декабря 2010 года. |
| 1.9.0 (development) | 25 декабря 2007  | Изначально экспериментальная ветка, созданная для практической проверки ряда нововведений. |
| 1.9.3 (stable)      | 31 октября 2011  | Отличия от 1.9.2 — существенны. |
| 2.0.0 (stable)      | 24 февраля 2013  | |
| 2.1.0 (stable)      | 25 декабря 2013  | |
| 2.2.0 (stable)      | 25 декабря 2014  | Поддержка Unicode 7.0, добавлена сборка мусора для объектов типа Symbol. |
| 2.3.0 (stable)      | 25 декабря 2015  | Добавлен новый оператор «&.» для упрощения обработки значений nil при обращении к объектам. Реализована новая экспериментальная прагма frozen-string-literal, позволяющая заморозить состояние строковых литералов в исходных текстах. |
| 2.4.0 (stable)      | 25 декабря 2016  | Объединение Fixnum и Bignum в Integer. Поддержка изменения регистра знаков юникода для String. Улучшения хеш-таблиц (st_table). Интерактивные сессии binding.irb. Добавлен метод Regexp#match?. Оптимизация Array#max, Array#min. |
| 2.5.0 (stable)      | 25 декабря 2017  | В блоках do/end теперь допустимо напрямую использовать секции rescue, else и ensure. Определён метод yield_self для выполнение операции yield с блоком в его контексте. В отличие от tap, метод возвращает результат выполнения блока. Поддержка измерения покрытия тестовым кодом веток и методов. Добавлены новые методы Hash#slice и Hash#transform_keys. Включена автоматическая загрузка библиотеки pp.rb без необходимости указания в коде 'require «pp»'. Изменён на обратный порядок вывод трассировки и сообщения об ошибке (вначале идут вызовы, начиная со старых и заканчивая свежими, а в конце выводится сообщение об ошибке). |
| 2.6.0 (stable)      | 25 декабря 2018  | Добавлена поддержка JIT компиляции от Владимира Макарова; Добавлен новый модуль RubyVM::AbstractSyntaxTree ; Новый алиас в ядре, Kernel#then алиас на Kernel#yield_self; Добавлены бесконечные интервалы (1..); |
| 2.7.0 (stable)      | 25 декабря 2019  | Экспериментальная поддержка сопоставлений с образцом Добавлен уплотняющий сборщик мусора GC.compact Возможность использования нумерованных имён переменных по умолчанию для параметров блока. Экспериментальная поддержка диапазонов без конечного значения. |
| 3.0.0 (stable)      | 25 декабря 2020  | Добавлена возможность статического анализа |